# Манотас, Мауро
Мауро Андрес Манотас Паэс (англ. Mauro Andrés Manotas Páez; род. 15 июля 1995, Сабаналарга, Атлантико, Колумбия) — колумбийский футболист, нападающий клуба «Тихуана».

## Клубная карьера
Манотас — воспитанник клуба «Униаутонома». Мауро был лучшим бомбардиром молодёжной команды клуба, несколько сезонов подряд и в 2013 году помог ей стать чемпионом молодёжного первенства. В 2014 году Манотас был включён в заявку основной команды на сезон. 13 апреля 2014 года в матче против «Мильонариос» он дебютировал в Кубке Мустанга. 17 августа в поединке против «Ла Экидад» Манотас забил свой первый гол за «Униаутоному».
13 мая 2015 года Мауро перешёл в американский «Хьюстон Динамо». За «Динамо» он дебютировал 17 июня в матче Открытого кубка США против «Остин Ацтекс», отметившись голевой передачей. 21 июня в матче против «Портленд Тимберс» он дебютировал в MLS, заменив во втором тайме Александера Лопеса. 30 июня в матче Открытого кубка США против «Колорадо Рэпидз» он забил свой первый гол за «Хьюстон».
8 декабря 2020 года Манотас был продан в мексиканскую «Тихуану» за нераскрытую сумму.

## Международная карьера
В 2015 году в составе молодёжной сборной Колумбии Манотас занял второе место на молодёжном чемпионате Южной Америки в Уругвае. На турнире он принял участие в матчах против команд Уругвая, Венесуэлы и Бразилии. В поединке против бразильцев Мауро забил гол.

## Достижения
Клубные
 Хьюстон Динамо
- Обладатель Открытого кубка США — 2018

Международные
 Колумбия (до 20)
- Чемпионат Южной Америки среди молодёжных команд — 2015